# Coussapoa cinnamomifolia
Coussapoa cinnamomifolia är en nässelväxtart som beskrevs av Gottfried Wilhelm Johannes Mildbraed. Coussapoa cinnamomifolia ingår i släktet Coussapoa och familjen nässelväxter. Inga underarter finns listade i Catalogue of Life.